# Chris Davies (voetbaltrainer)
Chris Davies (Watford, 27 maart 1985) is een Engelse voetbaltrainer en voormalig voetballer die bij voorkeur op het middenveld speelde. Sinds medio 2024 is hij hoofdtrainer van League One-club Birmingham City.

## Carrière

### Voetballer
Davies was een jeugdspeler bij Reading en de nationale jeugdelftallen van Wales. Op 16-jarige leeftijd was hij aanvoerder van het Reading-jeugdelftal gecoacht door Brendan Rodgers. Ondanks een regulier optreden bij het reserveteam van de club kwam het niet tot een doorbraak in het betaald voetbal, omdat hij noodgedwongen moest stoppen vanwege een artritische aandoening aan zijn voet.

### Voetbaltrainer

#### Jeugdtrainer
In het beëindigen van zijn potentiële spelerscarrière ging Davies opleidingen voor coachingdiploma's volgen. Daarnaast studeerde hij Sport Science aan de Universiteit van Loughborough. Davies werkte als jeugdtrainer voor Leicester City en was ook enkele jaren actief in de Verenigde Staten en Nieuw-Zeeland.

#### Assistent-trainer
Brendan Rodgers
In 2010 werd Davies aangesteld als assistent-trainer van zijn voormalig jeugdtrainer Brendan Rodgers bij Swansea City. Gedurende zijn tijd bij Swansea promoveerde de club naar de Premier League.
Het succes in Wales leverde Rodgers de interesse op van Liverpool. Davies volgde in zijn kielzog om ook bij The Reds als assistent-trainer aan de slag te gaan. In het tweede seizoen eindigde het team als tweede achter Manchester City. Davies completeerde zijn UEFA Pro-licentie opleiding tijdens zijn dienstverband bij Liverpool. Toen Rodgers de club moest verlaten hield ook Davies zijn tijd bij de club op.
Enkele weken later ging hij aan de slag als assistent-trainer bij Reading. In juni 2016 werd Rodgers aangesteld als hoofdtrainer bij het Schotse Celtic en hij haalde Davies opnieuw bij zijn staf als assistent-trainer. Gedurende de eerste twee seizoenen bij The Bhoys won de club de nationale treble.
Halverwege het derde seizoen, 2018/19, stapte Davies als onderdeel van de staf van Rodgers over naar Leicester City. Met die club eindigde ze tweemaal als vijfde in de Premier League, waardoor ze net naast Champions League-voetbal grepen. Wel wonnen ze de FA Cup en Community Shield. In april 2023 verlieten Davies en Rodgers de club.
Ange Postecoglou
Op 27 juni 2023 werd Davies aangetrokken door Tottenham Hotspur om onderdeel te worden van de staf van Ange Postecoglou, die over kwam van Celtic. Davies ging opnieuw de rol van assistent-trainer invullen. Het team kende een goede start van het seizoen en ging zelfs even aan kop, maar de te krappe selectie en het vele blessureleed zorgde ervoor dat het team daalde op de ranglijst. Uiteindelijk eindigde Tottenham op de vijfde plaats.

#### Hoofdtrainer
Na een jaar actief te zijn geweest bij Tottenham Hotspur werd bekendgemaakt dat Davies door Birmingham City was aangesteld als nieuwe hoofdtrainer van de club. Hij volgde Tony Mowbray op en tekende een vierjarig contract bij de recent gedegradeerde League One-club.